# かぢばあたる
かぢばあたる（1969年2月27日 - ）は、日本の漫画家。愛知県出身。1992年、『B.C.サイエンス』で第4回ビッグルーキー大賞（エニックス主催）佳作。
愛知県出身高校2年生の時にマンガを描き始め、卒業後半年で上京。アルバイトの傍ら投稿し、デビューするも西野公平のもとでアシスタントからやり直し再デビュー。初期は主にゲームのコミカライズを手掛けていた。
代表作は『ゼルダの伝説』シリーズ（月刊Gファンタジー）、『スターオーシャン』（月刊少年ガンガン）など。『御剣ハルカ危機一髪！』（コミックヴァルキリー）は、2008年に実写化された。
現在は大阪企業家ミュージアムでパネル展示による自伝マンガを執筆。

## 作品
- ゼルダの伝説 夢をみる島（月刊Gファンタジー、全2巻）※初のコミックス作品。
- ゼルダの伝説 神々のトライフォース（月刊Gファンタジー、全3巻）※夢をみる島の完結後、続けて連載された。
- 戦国エース（コミックゲーメスト、全1巻）
- スターオーシャン そして時の彼方へ（月刊少年ガンガン、全1巻）
- レジェンド オブ ドラグーン（ファミ通ブロス、全1巻）
- ローレンツの落とし子（ファミ通ブロス、読みきり作品）
- アニムンサクシス（ファミ通ブロス、原案：霧岳朔夜、全3巻）
- Wind -a breath of heart-（電撃G's magazine、全1巻）
- 御剣ハルカ危機一髪!（コミックヴァルキリー、全2巻）※ゲームブック形式。ZENピクチャーズによって2008年に実写化されている。
- Fly High!～琉球コラソン物語～（コミックチャンプルー、全2巻）
- 楽しい卓球部（ピッコマ連載、全2巻）
- まんが めざせっ！総合診療専門医